# Sven Bernth Thomsen
Sven Bernth Thomsen (7. september 1884 i København – 14. november 1968 i Vittsjö, ved Hässleholm, Sverige) var en dansk sejlsportsmand medlem af Kongelig Dansk Yachtklub, der vandt sølv ved OL 1912 i Nynäshamn i 6 meter-klassen sammen med Hans Meulengracht-Madsen og Steen Herschend i båden Nurdug II.
Det var Danmarks første OL-medalje i sejlsport, de tre danskere i Nurdug II havde en hård kamp mod brødrerne Thubé i den franske båd Mac Miche. Begge både vandt en enkelt sejlads inden finalesejladsen, der faldt ud til franskmændenes fordel.